# Rejosari Timur
Rejosari Timur is een bestuurslaag in het regentschap Batang van de provincie Midden-Java, Indonesië. Rejosari Timur telt 1168 inwoners (volkstelling 2010).